# Фармацевтична
Фармацевти́чна — зупинний пункт Київського залізничного вузла Південно-Західної залізниці. Розташована на з'єднувальній лінії між станцією Дарниця та зупинним пунктом Лісництво. 

## Історія
Платформу було збудовано у 1964 році. Первісна назва — М'ясокомбінат, від Дарницького м'ясокомбінату, що розташовувався неподалік.
Лінію електрифіковано в 1972 році.
Сучасна назва вживається з початку 2000-х років, походить від близькості фармацевтичної фірми «Дарниця».

## Особливості платформи
Конфігурація вузла поблизу станції Дарниця така, що платформа розташована на одноколійній ділянці, що йде від станції Дарниця до станції імені Георгія Кірпи. Тобто на платформу можна приїхати лише з боку Дарниці.